# Jessica Capshaw
Jessica Brooke Capshaw (* 9. srpna 1976 Columbia, Missouri) je americká herečka. Mezi její nejznámější role patří postavy advokátky Jamie Stringer v seriálu Advokáti a dětského chirurga doktorky Arizony Robbinsové v seriálu Chirurgové.

## Biografie
Narodila se v Columbii ve státě Missouri jako dcera herečky a producentky Kate Capshaw a jejího manžela Roberta Capshawa, obchodního a marketingového manažera a ředitele střední školy. Je nevlastní dcera režiséra Stevena Spielberga. V roce 1994 absolvovala Harvard-Westlake School a o čtyři roky později Brownovu univerzitu. Poté studovala herectví na Královskou akademie dramatického umění v Londýně. Mimo jiné hrála ve filmu Valentine, kde ztvárnila Dorothy Wheeler. V roce 2009 byla obsazena do seriálu Chirurgové, kde ztvárnila šéfku dětské chirurgie Arizonu Robbinsovou.

## Osobní život
V květnu 2002 se provdala za Christophera Gavigana a v roce 2007 se jim narodil syn Luke. 20. října 2010 porodila dceru Eve Augusta Gavigan . 20. června 2012 se páru narodila dcera jménem Poppy James Gavigan. 2. května 2016 se jim narodila další dcera Josephine Kate Gavigan.

## Filmografie

### Film
| Rok  | Název              | Role            | Poznámky            |
| ---- | ------------------ | --------------- | ------------------- |
| 1997 | Kobylky            | Patsy           |                     |
| 1998 | Denial             | Marcia          |                     |
| 1999 | Milostný dopis     | Kelly           |                     |
| 2000 | Killing Cinderella | Beth            |                     |
| 2000 | Big Time           | Claire          | Krátkometrážní film |
| 2001 | Valentine          | Dorothy Wheeler |                     |
| 2002 | The Mesmerist      | Daisy Valdemar  |                     |
| 2002 | Minority Report    | Evanna          |                     |
| 2003 | Letuška 1. třídy   | Letuška         | Nekreditovaná role  |
| 2006 | Pánská jízda       | Jen             |                     |
| 2007 | Dvojnásobná vražda | Cassie Stewart  |                     |
| 2014 | Nebojácný pastelky | Duck            |                     |
| 2020 | Sváteční rande     | Abby            |                     |

### Televize
| Rok       | Název            | Role                   | Poznámky                                                     |
| --------- | ---------------- | ---------------------- | ------------------------------------------------------------ |
| 1999      | Pohotovost       | Sally McKenna          | díl: „Rites of Spring“                                       |
| 1999–2000 | Nebe, peklo, ráj | Teta Jordan            | hlavní role, 13 dílů                                         |
| 2001      | The Back Page    | —                      | TV film                                                      |
| 2002      | Advokáti         | Jamie Stringer         | hlavní role, 42 dílů                                         |
| 2005      | Na Západ         | Rachel Wheeler         | díl: „Manifest Destiny“                                      |
| 2006      | Thick and Thin   | Mary                   | nevysílaný seriál                                            |
| 2006      | Sběratelé kostí  | Rebecca Stinson        | 2 díly                                                       |
| 2007      | Láska je láska   | Nadia Christ           | 3 díly                                                       |
| 2009      | Head Case        | —                      | díl: „Tying the Not“                                         |
| 2009–2018 | Chirurgové       | Dr. Arizona Robbinsová | vedlejší role (5. řada), hlavní role (6.–14. řada), 214 dílů |
| 2010      | One Angry Juror  | Sarah Walsh            | TV film                                                      |